# Ваграм Папазян
Ваграм Папазян (вірм. Վահրամ Փափազեան, тур. Vahram Papazyan; 12 вересня 1892, Константинополь, Османська імперія — 6 березня 1986, Емерсон, Нью-Джерсі, Сполучені Штати Америки) — вірменський легкоатлет. Неодноразовий переможець Вірменських Олімпійських (Панвірменських) ігор, учасник Позачергових літніх Олімпійських ігор 1906 і Літніх Олімпійських ігор 1912. Папазян та інший учасник Стокгольмських Ігор, Мігір Мігірян (Мкртич Мкрян), — перші етнічні вірмени, які взяли участь в Олімпійських іграх, вони ж, поряд з етнічним греком Алеко Моуллосом, — єдині в історії цих змагань представники Османської імперії.

## Життєпис
Син власника кіоску друкованої продукції, Ваграм Папазян з дитинства працював рознощиком газет і добувачем інформації, з раннього ранку до пізнього вечора курсуючи між Баб-и Алі, місцеперебуванням великого візира, і Бебеком, рідним для нього історичним районом османської столиці, що в Бешикташі, повідомляючи батькові свіжі новини. Залучившись, в тому числі і таким чином, до бігових дисциплін, Папазян потім вступив до Коледжу Роберта, американського навчального закладу в європейській частині Константинополя, альма-матері практично всієї вірменської спортивної еліти довоєнного часу.
1906 року Папазян вирушив до Афін, де взяв участь у невизнаних МОК Олімпійських іграх, ставши, у віці 13 років, наймолодшим їх учасником. Свій найкращий результат Папазян показав у бігу на 800 метрів, посівши 5-те місце; у бігу на 1500 метрів до фінішу не дійшов.

### «Артавазд»
Першими відгукуючись на заклик сприяти розвитку та просуванню фізичної культури, спрямований вірменській громаді Константинополя в лютому 1911 року Шаваршем Крисяном, засновником і головним редактором першого ж в Османської імперії спортивного журналу «Мармнамарз», Ваграм Папазян і його однодумці організовують гімнастичне товариство «Артавазд». У листі на адресу редакції, який підписав Папазян, йшлося про те, що дорога в клуб відкрита будь-якому вірменському юнакові, який вніс у його фонд до п'яти курушів, та висловлювалася надія, що починання засновників «Артавазда» буде широко підтримане молоддю Константинополя і прилеглих селищ. Штаб-квартира «Артавазда», через заборону на заняття спортом в Османській імперії, хоч вона і стала формальною після молодотурецької революції 1908 року, була облаштована на віддаленому від міста мармуровоморському острові Гуру Чешма. Тоді ж Папазян у статті «Голос молодих», опублікованій на сторінках другого номера «Мармнамарза», підтримав ідею Крисяна про об'єднання вірменських гімнастичних спільнот Османської імперії під егідою загальновірменської спортивної організації, пізніше втіленої, вже без загиблого Крисяна, в «Оменетмені». Обрушуючись в рамках зазначеної статті на сучасну йому молодь, «яка вбиває час у нездоровій обстановці, за картами й нардами», 19-річний Папазян закликав до спорту як засобу досягнення єдності вірменської спільноти Османської імперії.
Того ж, 1911, року Ваграм Папазян узяв участь в історичній нараді представників двох десятків спортивних організацій Константинополя і Східної Фракії, що відбувся в редакції «Мармнамарза» і підсумком якого стало рішення про заснування Панвірменських ігор, першого великого спортивного змагання в Османській імперії. На перших же Панвірменських іграх, що пройшли на початку травня 1911-го, Ваграм Папазян з великою перевагою здобув перемоги в обох бігових дисциплінах, на 800 м та 1500 м. Повторивши успіх на наступних Панвірменських іграх, які завершилися за лічені дні до відкриття Олімпійських ігор у Стокгольмі, Папазян вирушив на перші і останні у своєму житті офіційні змагання.

### На Олімпіаді 1912
Папазян і Мкртич Мкрян, які обидва успішно виступили на Панвірменських іграх 1911 року, завчасно приступили до збору коштів для участі в Іграх V Олімпіади в Стокгольмі. Попри те, що вірменські спортсмени представляли Османську імперію і, зокрема, вирушали на змагання у складі офіційної делегації під керівництвом засновника Олімпійського комітету Туреччини Селіма Тарджана, держава не взяла жодної участі в організації та фінансуванні їх поїздки. Усіма питаннями займалися «Артавазд» і редакція «Мармнамарза». Більшу частину суми Папазян зміг добути через свій клуб, який організував, за ініціативи Ваграма, серію благодійних театральних виступів у грецькому театрі Арнавуткея. Сам Папазян брав участь у цих виставах, зокрема, як актор. Ініціатива Папазяна та її успішне втілення надихнули Шаварша Крисяна написати одну з найбільш відомих своїх статей, що називалася «Ще одне зусилля — і все у ваших руках!», яку вірменська спільнота зустріла з натхненням.
Існують різні версії того, що сталося з Ваграмом Папазяном під час забігу на дистанції 1500 метрів. За даними Міністерства молоді та спорту Туреччини, за 20-25 метрів до фінішу Папазян, який лідирував з великим відривом, відчув запаморочення і, втративши свідомість, впав. Ця версія є найбільш поширеною, однак, за словами онука Ваграма Папазяна, не відповідає дійсності. У книзі спогадів Папазян-онук посилається безпосередньо на свого діда, який нібито не раз розповідав йому про те, що тоді сталося на біговій доріжці. Ця версія виглядає таким чином. Спортсмен, який дійсно біг першим, з великим відривом випереджаючи найближчого переслідувача, за два десятки метрів до фінішу свідомо зупинився, мотивуючи це раптовою думкою, що на честь його перемоги буде піднято османський, а не вірменський прапор. При цьому, вірменомовна стамбульська газета «Агос» наводить лист за авторством Ваграма Папазяна, який він написав під час проживання в Бейруті. Саме завдяки цьому листу стала широко відомою історія навколо османського прапора, який за рішенням шведських організаторів Олімпійських ігор не був розвішаний по Стокгольму поряд з прапорами інших країн-учасниць, але потім, у вигляді відповідного протесту з боку Папазяна і Мкряна, все-таки піднятий. Згідно з листом, через ситуацію з прапором Ваграм Папазян і Мкртич Мкрян конфліктували з головою османської делегації Тарджаном, який усунувся від проблеми і якого вірменські спортсмени звинувачували у відсутності патріотизму, і неодноразово відвідували посольство Османської імперії, вимагаючи вжити заходів. Питання про те, чи доводить бейрутський лист Папазяна протилежне тому, що озвучив його онук, ставлення легкоатлета до прапора Османської імперії, залишається відкритим.

### Після 1912 року
1913 року Папазян закінчив Коледж Роберта, через рік — був призваний в армію. Коли по всій країні почалися арешти вірменської інтелігенції, Папазян брав участь в обороні Галліполі як зв'язківець османської армії. після переходу Східної Фракії та Константинополя під контроль військ Антанти Папазян повернувся до цивільного життя та брав участь у реалізації проектів, які задумав загиблий в 1915 році Крисян, в першу чергу — «Оменетмена». До 1923 року Папазян переселився в контрольований французами Великий Ліван, в Бейрут, де працював тренером. Згодом Ваграм Папазян не раз змінював країну проживання. В його біографії знайшлося місце і для Сирії, і для Канади, і для Таїланду. Після Південно-Східної Азії Папазян повернувся в Північну Америку і осів у Сполучених Штатах, де до виходу на пенсію працював електриком.

## Цікаві факти
- У номері за 10 листопада 1965 року редакція видання «Айастані фізкультурник», розповідаючи про Папазяна, помилково приписала йому акторські досягнення його однофамільця, відомого радянського лицедія Ваграма Папазяна. Ймовірно, на плутанину серед іншого спрацювало й те, що, по-перше, обидва Папазяни — уродженці Константинополя, і, по-друге, що актор Папазян у молодості захоплювався спортом, тоді як спортсмен Папазян, навпаки, — займався акторством.